# Mohammed Amin Doudah
Mohammed Amin Doudah (Wilrijk, 10 september 2002) is een Belgisch-Marokkaans voetballer die als centrale middenvelder voor Helmond Sport speelt.

## Carrière
Doudah begon met voetballen bij RSC Anderlecht, waarna hij in 2013 overstapte naar de jeugdopleiding van PSV. Hij debuteerde op 6 november 2020 voor Jong PSV in de Eerste divisie, tegen FC Den Bosch (2-1). Over drie seizoenen ontwikkelde hij zich tot een vaste waarde in het elftal, maar hij kampte veel met blessures. Medio 2023 werd zijn contract niet verlengd en werd hij transfervrij overgenomen door KV Mechelen.
Na de overname werd Doudah door Mechelen meteen uitgeleend aan Helmond Sport. Hij debuteerde op 11 augustus 2023 tegen Roda JC (1-4). Hij kwam in de 64e minuut in de ploeg voor Joseph Amuzu. Na drie wedstrijden raakte hij geblesseerd, maar medio 2024 nam Helmond Sport hem toch definitief over van Mechelen. Op 29 november 2024 maakte hij zijn rentree voor Helmond, tegen Vitesse (1-2).

## Statistieken
| Seizoen                     | Club            | Land           | Competitie      | Competitie | Competitie | Beker | Beker | Totaal | Totaal |
| Seizoen                     | Club            | Land           | Competitie      | Wed.       | Dlp.       | Wed.  | Dlp.  | Wed.   | Dlp.   |
| --------------------------- | --------------- | -------------- | --------------- | ---------- | ---------- | ----- | ----- | ------ | ------ |
| 2019/20                     | Jong PSV        | Nederland      | Eerste divisie  | 0          | 0          | –     | –     | 0      | 0      |
| 2020/21                     | Jong PSV        | Nederland      | Eerste divisie  | 23         | 0          | –     | –     | 23     | 0      |
| 2021/22                     | Jong PSV        | Nederland      | Eerste divisie  | 13         | 1          | –     | –     | 13     | 1      |
| 2022/23                     | Jong PSV        | Nederland      | Eerste divisie  | 20         | 0          | –     | –     | 20     | 0      |
| 2023/24                     | KV Mechelen     | België         | Eerste klasse A | 0          | 0          | 0     | 0     | 0      | 0      |
| 2023/24                     | → Helmond Sport | Nederland      | Eerste divisie  | 3          | 0          | 0     | 0     | 3      | 0      |
| 2024/25                     | Helmond Sport   | Nederland      | Eerste divisie  | 14         | 2          | 0     | 0     | 14     | 2      |
| Carrièretotaal              | Carrièretotaal  | Carrièretotaal | Carrièretotaal  | 73         | 3          | 0     | 0     | 73     | 3      |
| Bijgewerkt op 21 april 2025 |                 |                |                 |            |            |       |       |        |        |